# Вильерс, Джордж, 4-й граф Кларендон
Джордж Уильям Фредерик Вильерс, 4-й граф Кларендон (англ. George William Frederick Villiers, 4th Earl of Clarendon; 12 января 1800, Лондон, — 27 июня 1870, там же) — британский дипломат и государственный деятель. Граф Кларендон с 22 декабря 1838. Подписал Парижский мирный договор (30.03.1856), завершивший Крымскую войну.

## Биография
Джордж Уильям Фредерик Вильерс родился 12 января 1800 года в Лондоне, в семье Джорджа Вильерса и Терезы Паркер. Внук Томаса Вильерса, 1-го графа Кларендона). В 1838 году унаследовал титулы граф Кларендон и барон Хайд.
Был в кабинете Мельбурна хранителем печати и канцлером герцогства Ланкастерского, в кабинете Рассела — министром торговли и лордом-лейтенантом (наместником) Ирландии. Так как вследствие сильного голода и всеобщего революционного движения в 1848 году здесь угрожали беспорядки, Кларендон получил от парламента особые полномочия и, стараясь действовать умеренно и справедливо, восстановил спокойствие в стране. Во время Крымской войны 1854—1856 годов Кларендон был министром иностранных дел и участвовал в Парижском конгрессе. Во время осложнений, вызванных покушением Феличе Орсини на жизнь Наполеона III, Кларендон был обвинён в симпатиях к Франции и не возвратился к власти, когда в 1859 году правительство вновь возглавил Палмерстон. Только в 1864 году он вступил в кабинет, а при Расселе (1865) вновь получил портфель министра иностранных дел, вверенный ему и в первом кабинете Гладстона. Он тщетно старался устроить соглашение английских и русских интересов в Азии и столь же тщетно в 1870 году предлагал Пруссии разоружиться.

## Семья
4 июня 1839 года Джордж Вильерс женился на овдовевшей леди Кэтрин Фостер-Бархэм (18 апреля 1810 — 4 июля 1874), дочери Джеймса Гримстона, 1-го графа Верулама (1775—1845), и леди Шарлотты Дженкинсон. У супругов было восемь детей:
- Леди Констанс Вильерс (1840 — 17 апреля 1922), вышла замуж за Фредерика Стэнли, 16-го графа Дерби
- Леди Элис Вильерс (17 сентября 1841 — 23 ноября 1897), вышла замуж за Эдварда Бутл-Уилбрахама, 1-го графа Латома[англ.]
- Леди Эмили Тереза Вильерс[англ.] (9 сентября 1843 — 22 февраля 1927), вышла замуж за Одо Рассела, 1-го барона Эмптхилла
- Эдвард Хайд Вильерс, лорд Хайд (30 января 1845 — 26 февраля 1846)
- Эдвард Вильерс, 5-й граф Кларендон (11 февраля 1846 — 2 октября 1914), второй сын и преемник отца.
- Достопочтенный Джордж Патрик Хайд (27 сентября 1847 — 10 января 1892), полковник, в 1884 году женился на Луизе Марии Макай, дочери Джорджа Диснея Маквея.
- Леди Флоренс Маргарет Вильерс (21 сентября 1850 — 25 августа 1851)
- Достопочтенный Фрэнсис Хайд Вильерс[англ.] (13 августа 1852 — 18 ноября 1925), дипломат, в 1876 году женился на Вирджинии Кэтрин Смит, дочери Эрика Кэррингтона Смита и Мэри Маберли.